# 小花藤属
小花藤属（学名：Micrechites）是夹竹桃科下的一个属，为攀援状灌木植物。该属共有20种，分布于亚洲热带和亚热带地区。